# Едвін Ньюман
Едвін Гарольд Ньюман (англ. Edwin Harold Newman; 1919—2010) — американський журналіст і телекоментатор. Відомий своєю 23-річною кар'єрою на телебаченні в компанії NBC з 1961 по 1984 роки.

## Біографія
Народився 25 січня 1919 року на Мангеттені, Нью-Йорк, США, в родині Майрона Ньюмана і Роуз (уроджена Паркер) Ньюман. Його старшим братом був Мортон Вільям Ньюман — майбутній репортер Chicago Daily News.
Після навчання в George Washington Educational Campus, Едвін закінчив у 1940 році Вісконсинський університет в Медісоні, отримавши ступінь бакалавра політичних наук. Деякий час працював в університетській газеті The Daily Cardinal. Потім навчався в аспірантурі Університету штату Луїзіана, перш ніж стати журналістом.
Спочатку працював рядовим службовцем в агентствах International News Service і United Press International. Почувши 7 грудня 1941 року по радіо про напад японців на Перл-Гарбор, Ньюман подзвонив в офіс радіостанції з проханням про роботу, на що отримав запрошення для тестування і був прийнятий на роботу. З 1942 по 1945 рік він служив у ВМС США в якості сигнального офіцера, спочатку на Тринідаді, потім в Нью-Йоркській військово-морській верфі в Брукліні. З 14 серпня 1944 року був одружений з Райджел Грелл, у них була одна дочка — Ненсі (англ. Nancy Livia, нар. 6 жовтня 1945 року).
Після війни працював репортером в агентстві United Press (1945—1946), потім перейшов в CBS News, де був помічником Еріка Севарейда (1947—1949). З 1949 і 1952 роки Ньюман працював як фрилансер, в основному для NBC News. У 1952 році він почав працювати на телеканалі NBC. Розповідав про похорони короля Георга VI (1952), про Суецьку кризу 1956 року. Був шефом бюро NBC в Римі і Парижі. Вів репортажі про політичні і дипломатичні новини в Європі, застав правління президента Франції Шарля де Голля. За висвітлення його похорону і поліпшення відносин між США і Францією, був нагороджений орденом Почесного легіону.
У 1961—1984 роках Едвін Ньюман брав участь у багатьох різноманітних програмах на NBC, в першу чергу — новинних. Він зробив перший дебют на NBC про вбивство президента США Джона Ф. Кеннеді, розповідав про Шестиденну війну в Ізраїлі, про вбивство Мартіна Лютера Кінга і В'єтнамську війну. Крім цього він брав участь у створенні низки документальних фільмів на каналі NBC, в числі яких: Japan: East is West (1961); Who Shall Live? (про гемодіаліз, 1965); Pensions: The Broken Promise (1972); Violence in America (1977); Spying for Uncle Sam (1978); Reading, Writing and Reefer (1978); Oil and American Power (1979); The Billionaire Hunts (1981).
Після відходу з NBC у січні 1984 року, Ньюман був затребуваний в якості інтерв'юера і коментатора, беручи участь у багатьох програмах каналу PBS і кабельних мереж. Знімався в кіно і на телебаченні, читав лекції.
Останні роки свого життя Едвін Ньюман провів у тиші, переїхавши в 2007 році з дружиною в Англію, щоб бути ближче до їхньої дочки. Помер від пневмонії 13 серпня 2010 року в Оксфорді, Англія. Місце поховання невідоме.